# 1878
1878. је била проста година.

## Догађаји

### Јануар
- 31. јануар — Српска војска у Другом српско-турском рату ослободила је Врање, након 422 године Османске окупације.

### Фебруар
- 20. фебруар — Лав XIII је наследио Пија IX као 256. римски папа.

### Март
- 3. март — Потписивањем Санстефанског мира окончан је Руско-турски рат и предвиђено стварање Велике Бугарске као кнежевине Османског царства.

### Јул
- 13. јул — Окончан је Берлински конгрес којим су Србија, Румунија и Црна Гора добиле независност, Аустроугарска право да окупира османску Босну, а Бугарска аутономију унутар Османског царства.

### Септембар
- 21. септембар — Битка на Гласинцу (1878) Сукобиле побуњених српских снага са аустроугарском војском. Након уласка аустроугарских трупа у Сарајево, окупационе трупе су наишле на последњи снажан отпор, на Гласинцу.

## Рођења

### Јануар
- 12. јануар — Ференц Молнар, америчко-мађарски књижевник

### Фебруар
- 5. фебруар — Андре Ситроен, француски инжењер
- 23. фебруар — Казимир Маљевич, руски сликар

### Март
- 31. март — Џек Џонсон, амерички боксер

### Мај
- 10. мај — Густав Штреземан, немачки политичар

### Јун
- 5. јун — Панчо Виља, мексички револуционар

### Август
- 16. август — Исидор Бајић, српски композитор
- 27. август — Петар Врангел, руски генерал
- 19. август — Мануел Кесон, филипински политичар
- 31. август — Френк Џарвис, амерички атлетичар

### Септембар
- 2. септембар — Вернер фон Бломберг, немачки фелдмаршал

### Октобар
- 12. октобар — Карл Буреш, аустријски политичар. († 1936)
- 15. октобар — Пол Рејно, француски политичар

### Новембар
- 17. новембар — Лиза Мајтнер, аустријски физичар. († 1968).
- 23. новембар — Ернест Кинг, амерички адмирал

### Децембар
- 18. децембар — Јосиф Стаљин, совјетски политичар

## Смрти

### Јануар
- 9. јануар — Виторио Емануеле II, краљ Италије
- 12. јануар — Лазар Мамула, аустроугарски генерал
- 18. јануар — Антоан Сезар Бекерел, француски физичар

### Фебруар
- 7. фебруар — Пије IX, римски папа
- 10. фебруар — Клод Бернар, француски лекар

### Март
- 20. март — Јулијус фон Мајер, немачки лекар и физичар

### Мај
- 13. мај — Џозеф Хенри, амерички физичар

### Јун
- 12. јун — Георг V, краљ Хановера

### Јул
- 25. јул — Милица Стојадиновић Српкиња, српска песникиња (* 1830)

### Септембар
- 5. септембар — Јеврем Марковић, српски социјалиста

### Октобар
- 18. октобар — Илија Милосављевић Коларац, српски задужбинар

### Новембар
- 16. новембар — Ђура Јакшић, српски књижевник и сликар
- 23. новембар — Стјепан Митров Љубиша, српски књижевник и политичар

### Децембар
- 14. децембар — Алиса од Велике Британије, велика кнегиња Хесена